# Octavio de Aragón
Octavio de Aragón y Tagliavia (1565, Palermo - ídem, 1623) fue un militar siciliano de la Monarquía Hispánica. Sirvió a las órdenes de Pedro Téllez-Girón y Velasco, Duque de Osuna, como uno de sus principales almirantes.

## Biografía
Hijo de Carlos de Aragón y Tagliavia, señor de Terranova, descendía de un linaje menor de la Casa de Aragón-Barcelona, nacida de un hijo ilegítimo de Pedro III que se había establecido en Sicilia. Al no ser primogénito, siguió la costumbre de comenzar una carrera militar.

### Flandes
Su primer destino fue en la guerra de Flandes como parte del séquito del gobernador Alejandro Farnesio, otro itálico al servicio de España, bajo el que Octavio participó en operaciones como la toma de Sluis y el socorro a París. Más tarde se desplazó a Milán, donde sus éxitos le pusieron al mando de la prestigiosa caballería milanesa, y a ellos añadió otra serie de hazañas como parte del ejército con el que Carlos Manuel I de Saboya hizo la guerra a Francia en 1594. Reclamado luego a Flandes por el Archiduque Alberto, Octavio militó para él hasta que un arcabuzazo en la cabeza le obligó a retirarse en 1599. Probablemente quedó con secuelas neurológicas, ya que resultaría propenso a conductas erráticas el resto de su carrera.

### Mediterráneo
Regresó al servicio en su Sicilia natal, uniéndose así al frente mediterráneo, en en constante guerra contra el Imperio Otomano y la República de Venecia. Aunque el rey Felipe III le ofreció una compañía de caballería, prefirió unirse en 1604 a la escuadra siciliana de galeras bajo el mando de Martín de Padilla. Dos años después ocupó temporalmente el puesto de strategoto de Mesina, a las órdenes del virrey Juan Gaspar Fernández Pacheco. En 1608 salió en busca de una flota de piratas berberiscos que había secuestrado al hijo del virrey, capturando varias naves, pero aparentemente no logrando hallar al cautivo. Participó luego en las gestiones navales de la expulsión de los moriscos en Cartagena, y en 1610 fue maestre de campo para Juan de Mendoza durante la entrega de Larache.
En 1611 fue nuevo virrey el Duque de Osuna, a quien Aragón convenció de que le nombrara comandante interino de su flota de galeras, reemplazando al ausente e intratable Pedro de Gamboa y Leyva. Volviéndose su hombre de confianza, tuvo por fin su primera batalla naval de altura en 1611, cuando formó parte de la armada de Álvaro de Bazán y Benavides en el saqueo de las Islas Querquenes, cerca del Túnez otomano. También participó en un ataque en 1612 a Yerba en equipo con naves genovesas y toscanas. En verano de 1612 saqueó e incendió las fortalezas de La Goleta y Cherchell, además de Bizerta, destruyendo multitud de naves berberiscas fondeadas, y al volver venció a otras diez naves musulmanas y capturó siete. En 1614 frustró un ataque turco a Malta.
Las actuaciones de Octavio contra las flotas musulmanas y la piratería berberisca le granjearon pronto fama de marino imbatible, reputación que hizo valer en Samos al destruir la flota de Sinari Bajá en la batalla del cabo Corvo de agosto de 1613. Se capturó un botín por valor de 600.000 escudos, y entre los prisioneros estaba Mahomet Bajá, bey de Alejandría e hijo de Alí Bajá, con dos de sus esposas. A su retorno se celebró un desfile en Palermo en su honor, en el que figuraron los 1200 galeotes cristianos liberados y 600 turcos apresados. La corona de su carrera, sin embargo, se la llevaría en 1616 en el llamado Bombardeo de Constantinopla, cuando disfrazó una flota hispánica como naves turcas y se infiltró en la propia capital otomana para bombardearla a modo desafío. Regresó habiendo hecho estragos en los mercantes egipcios y obtenido diez grandes botines en oro.
Cuando el Duque de Osuna pasó de virrey de Sicilia a Nápoles en 1616, Octavio le siguió. Ese mismo año saqueó el puerte tunecino de La Goleta y añadió otro almirante derrotado a su lista, esta vez el bajá de Saloní, que pagó un cuantioso rescate. Por esta época Aragón fungía además como el mentor de Juan, el hijo del duque, debido a sus amplios conocimientos en los dos grandes valores hispánicos de las armas y la pluma.
Sin embargo, la relación de ambos se enturbió con un hecho fortuito, cuando en una visita del duque a Marsella se vio forzado a dejarle en puerto para reaprovisionarse sin avisar. Osuna llegó a retar a duelo a Aragón, cosa que éste aceptó, pero la publicidad del tumulto terminó con el siciliano en prisión durante cinco meses. Un similar destino correría Osuna por sus propios desencuentros con la corte. A su liberación, Octavio llevó a cabo en 1622 otro asalto en Modon, cerca de Constantinopla, la que es su última actuación. Desaparece de la vida pública, falleciendo un año después.